# پیرپونت دیویس
پیرپونت دیویس (انگلیسی: Pierpont Davis; ۲۷ دسامبر ۱۸۸۴ – ۱۵ ژوئیهٔ ۱۹۵۳) قایقران قایق بادبانی اهل ایالات متحده آمریکا بود.